# Raheem Sterling
Raheem Shaquille Sterling (ur. 8 grudnia 1994 w Kingston) – angielski piłkarz, występujący na pozycji pomocnika w angielskim klubie Arsenal oraz reprezentacji Anglii. Uczestnik Mistrzostw Świata 2014, 2018 i 2022 oraz Mistrzostw Europy 2016 i 2020.

## Kariera klubowa

### Queens Park Rangers
Sterling przez siedem lat występował w młodzieżowych drużynach Queens Park Rangers.

### Liverpool
Liverpool zakupił Sterlinga w lutym 2010 za 600 tysięcy funtów, ale kwota ta może wzrosnąć do 5 milionów, gdy Raheem rozegra określoną liczbę spotkań w pierwszym zespole.
14 lutego 2011, Sterling strzelił pięć goli dla drużyny młodzieżowej The Reds w wygranym 9:0 spotkaniu nad Southend United w FA Youth Cup. 1 sierpnia 2011 wszedł z ławki w przedsezonowym spotkaniu pomiędzy Liverpoolem a Vålerenga Fotball. W lidze zadebiutował 24 marca 2012 zmieniając w końcówce meczu z Wigan Athletic Dirka Kuijta. 1 maja 2012 ponownie wszedł z ławki w meczu ligowym, tym razem wystąpił w meczu z Fulham. W ostatnim meczu sezonu, wszedł z ławki przeciwko Chelsea.
W sierpniu 2012 zadebiutował w rozgrywkach europejskich w barwach klubu, gdy wszedł w 23 minucie meczu za kontuzjowanego Joego Cole’a. Liverpool wygrał 1:0 na wyjeździe z FK Homel. Tydzień później Sterling trafił swojego pierwszego gola w seniorskiej kadrze, w meczu towarzyskim z Bayerem 04 Leverkusen. 23 sierpnia 2012 pierwszy raz zagrał od pierwszych minut w pierwszym składzie, w meczu wyjazdowym w Lidze Europy z Hearts of Midlothian. 26 sierpnia 2012 zaczął od pierwszych minut w lidze z Manchesterem City.
20 października 2012 trafił swojego pierwszego gola w barwach The Reds. W rezultacie stał się drugim najmłodszym strzelcem bramki w historii Liverpoolu, wyprzedził go tylko Michael Owen.
21 grudnia 2012 podpisał nowy kontrakt z klubem. 2 stycznia 2013 trafił drugiego gola w barwach klubu, pokonując bramkarza Sunderlandu, Simona Mignoleta lobem.

### Manchester City
14 lipca 2015 oficjalnie ogłoszono, iż przechodzi do Manchesteru City za 44 miliony funtów, podpisując pięcioletni kontrakt.

### Chelsea
13 lipca 2022 podpisał pięcioletni kontrakt z Chelsea. W londyńskim klubie zadebiutował 6 sierpnia w wygranym 1:0 meczu z Evertonem. 27 sierpnia, w meczu przeciwko Leicester City (2:1), Sterling strzelił pierwsze, dwie bramki w barwach Chelsea.

## Kariera reprezentacyjna
Sterling reprezentował Anglię na szczeblu U-16 i U-17. Mógł również reprezentować Jamajkę, gdzie się urodził, zaś jego matka Nadine powiedziała, że chciałaby, by jej syn grał w barwach Jamajki.
Sterling został powołany do składu reprezentacji Anglii na Mistrzostwa Świata U-17. Strzelił bramkę z dystansu w pierwszym meczu Anglii przeciwko Rwandzie. Trafił również bramkę przeciwko Argentynie w drugiej rundzie, w meczu, który Anglia wygrała po rzutach karnych.
We wrześniu 2012, w wieku 17 lat, został powołany do kadry reprezentacji Anglii na mecz eliminacji Mistrzostw Świata z Ukrainą. Był rezerwowym w meczu na Wembley.
12 października 2012 zadebiutował w reprezentacji Anglii U-21. W meczu z reprezentacją Serbii na Carrow Road zagrał 65 minut.
14 listopada 2012 zadebiutował w seniorskiej reprezentacji Anglii w wyjazdowym meczu towarzyskim z reprezentacją Szwecji. 27 marca 2015, w meczu eliminacji do Mistrzostw Europy 2016 przeciwko reprezentacji Litwy, Sterling strzelił swoją pierwszą bramkę dla seniorskiej drużyny narodowej.

## Statystyki klubowe
(aktualne na 1 sierpnia 2025)
| Sezon              | Klub               | Liga               | Liga  | Liga   | Puchar Anglii | Puchar Anglii | Puchar Ligi Angielskiej | Puchar Ligi Angielskiej | Europa | Europa | Inne  | Inne   | Suma  | Suma   |
| Sezon              | Klub               | Liga               | Mecze | Bramki | Mecze         | Bramki        | Mecze                   | Bramki                  | Mecze  | Bramki | Mecze | Bramki | Mecze | Bramki |
| ------------------ | ------------------ | ------------------ | ----- | ------ | ------------- | ------------- | ----------------------- | ----------------------- | ------ | ------ | ----- | ------ | ----- | ------ |
| 2011/2012          | Liverpool          | Premier League     | 3     | 0      | 0             | 0             | 0                       | 0                       | —      | —      | —     | —      | 3     | 0      |
| 2012/2013          | Liverpool          | Premier League     | 24    | 2      | 1             | 0             | 1                       | 0                       | 10     | 0      | —     | —      | 36    | 2      |
| 2013/2014          | Liverpool          | Premier League     | 33    | 9      | 3             | 0             | 2                       | 1                       | —      | —      | —     | —      | 38    | 10     |
| 2014/2015          | Liverpool          | Premier League     | 35    | 7      | 5             | 1             | 4                       | 3                       | 8      | 0      | —     | —      | 52    | 11     |
| 2015/2016          | Manchester City    | Premier League     | 31    | 6      | 2             | 1             | 4                       | 1                       | 10     | 3      | —     | —      | 47    | 11     |
| 2016/2017          | Manchester City    | Premier League     | 33    | 7      | 5             | 1             | 1                       | 0                       | 8      | 2      | —     | —      | 47    | 10     |
| 2017/2018          | Manchester City    | Premier League     | 33    | 18     | 2             | 1             | 3                       | 0                       | 8      | 4      | —     | —      | 46    | 23     |
| 2018/2019          | Manchester City    | Premier League     | 34    | 17     | 4             | 3             | 3                       | 0                       | 10     | 5      | 0     | 0      | 51    | 25     |
| 2019/2020          | Manchester City    | Premier League     | 33    | 20     | 4             | 1             | 5                       | 3                       | 9      | 6      | 1     | 1      | 52    | 31     |
| 2020/2021          | Manchester City    | Premier League     | 31    | 10     | 3             | 1             | 4                       | 2                       | 11     | 1      | —     | —      | 49    | 14     |
| 2021/2022          | Manchester City    | Premier League     | 30    | 13     | 3             | 1             | 2                       | 0                       | 12     | 3      | 0     | 0      | 47    | 17     |
| 2022/2023          | Chelsea            | Premier League     | 28    | 6      | 0             | 0             | 1                       | 0                       | 9      | 3      | —     | —      | 23    | 6      |
| 2023/2024          | Chelsea            | Premier League     | 31    | 8      | 6             | 1             | 6                       | 1                       | —      | —      | —     | —      | 43    | 10     |
| 2024/2025          | Arsenal (wyp.)     | Premier League     | 17    | 0      | 1             | 0             | 4                       | 1                       | 6      | 0      | —     | —      | 28    | 1      |
| Łącznie w karierze | Łącznie w karierze | Łącznie w karierze | 396   | 123    | 39            | 11            | 40                      | 12                      | 101    | 27     | 1     | 1      | 577   | 174    |

## Sukcesy

### Manchester City
- Mistrzostwo Anglii: 2017/2018, 2018/2019, 2020/2021
- Puchar Anglii: 2018/2019
- Puchar Ligi Angielskiej: 2015/2016, 2017/2018, 2018/2019, 2019/2020
- Tarcza Wspólnoty: 2019

### Reprezentacyjne
- Wicemistrzostwo Europy: 2020
- 3. miejsce w Lidze Narodów UEFA: 2018/2019

### Wyróżnienia
- Młody gracz roku w Liverpool: 2013/2014, 2014/2015
- Złoty Chłopiec: 2014[28]
- Drużyna sezonu Ligi Mistrzów UEFA: 2018/2019
- Drużyna Roku w Premier League według PFA: 2018/2019
- Młody zawodnik roku w Premier League według PFA: 2018/2019
- Piłkarz roku w Anglii według FWA: 2018/2019